# 波尼族
波尼族（英語：Pawnee）是一個平原印第安部落，首府設於奧克拉荷馬州波尼。波尼族人獲加入聯邦承認的俄克拉荷馬州波尼國。歷史上，他們住在內布拉斯加州和堪薩斯州。在波尼語中，波尼族自稱Chatiks si chatiks，“男人中的男人。”
歷史上，波尼族居住在土屋村落，配上鄰近在盧普、共和和南普拉特河附近的農田。波尼部落的全年經濟活動在農耕和水牛狩獵間相互交替。
在19世紀初，波尼人數超過1萬人，是西部最大和最強的部落之一。雖然幾個世紀以來統治了盧普（ickari'）和普拉特（kíckatuus）河流地區，但他們後來受害於人口上優越的游牧敵人越來越多的入侵和消耗：蘇族（拉科塔族（páhriksukat / paahíksukat）（“割喉”））、夏安族（sáhe / sáhi）和阿拉帕霍人（sáriʾitihka）（“食狗族”）；波尼族統稱他們為cárarat（“敵對部落”）或cahriksuupiíruʾ（“敵人”）。波尼族有時會與更南方的科曼奇人（raaríhtaʾ）和基奧瓦人（káʾiwa）作戰。他們因為歐洲人帶來的歐亞疾病而遭到龐大損失，而到了1860年，人口已經減至4,000。它因為疾病、失收和戰爭而進一步銳減，到了1873年只有2,400人，之後被迫搬入奧克拉荷馬州的印第安領地。很多波尼人入伍美軍作為印第安偵察兵，去追蹤和打擊在北美大平原上抵抗白人擴張的敵對部落。

## 政府
這裡有大約3,200已註冊波尼人而近乎全部都住在俄克拉荷馬州。他們的首府是奧克拉荷馬州波尼，而他們的部落轄區偏佈在諾布爾、佩恩和波尼縣。部落憲法建立了俄克拉荷馬州波尼國政府。該政府由Resaru委員會，波尼商業委員會和最高法院組成。加入部落需要至少1/8的血統。
Resaru委員會，亦稱為“酋長議會”，一共有八名成員，每名有四年任期。每個支派經過內部遴選在Resaru委員會派出兩位代表，支派包括：Cawi、Kitkahaki、Pitahawirata和Ckiri。Resaru委員會有權監察全部波尼商業委員會關於俄克拉荷馬州波尼國會員資格和俄克拉荷馬州波尼國在與美國條約以外的聲索和權利的法案。
波尼商業委員會是俄克拉荷馬州波尼部落的最高管理機構。受制於憲法和適用的聯邦法例，波尼商業委員會應通過立法，商業交易以及通過其他方式行使俄克拉荷馬州波尼國所有固有的，法定的和條約的權力，和代表俄克拉荷馬州波尼國宣佈和執行俄克拉荷馬州波尼國授權執行的所有事項，包括聘請法律顧問代表俄克拉荷馬州波尼國。
新的委員會成員由人民投票決定；選舉每隔兩年在五月的第一個星期六舉行。

## 經濟發展
波尼族營運著兩間賭場，三間煙草店，兩間加油站，以及一間貨車店。他們估計2010年的經濟影響為1050萬美元。賭場收入的增加幫助他們為公民提供教育和福利。他們發行自己的部落車牌並運營他們的房地產。

## 文化
波尼族一共分成兩大群：北方的斯基迪聯盟（Skidi/Skiri-Federation）和南方的南部支派（South Bands）（進一步可細分為多個村落）。:5雖然斯基迪聯盟是波尼族人口最多的群體，但南部支派一般佔政治主導地位，不過雙方都是自主的。正如許多美洲原住民部落的典型情況一樣，每個支派都專注於自身。因應西班牙人、法國人和美國人，以及鄰近部落，波尼族開始拉近距離，團結起來。

### 支派

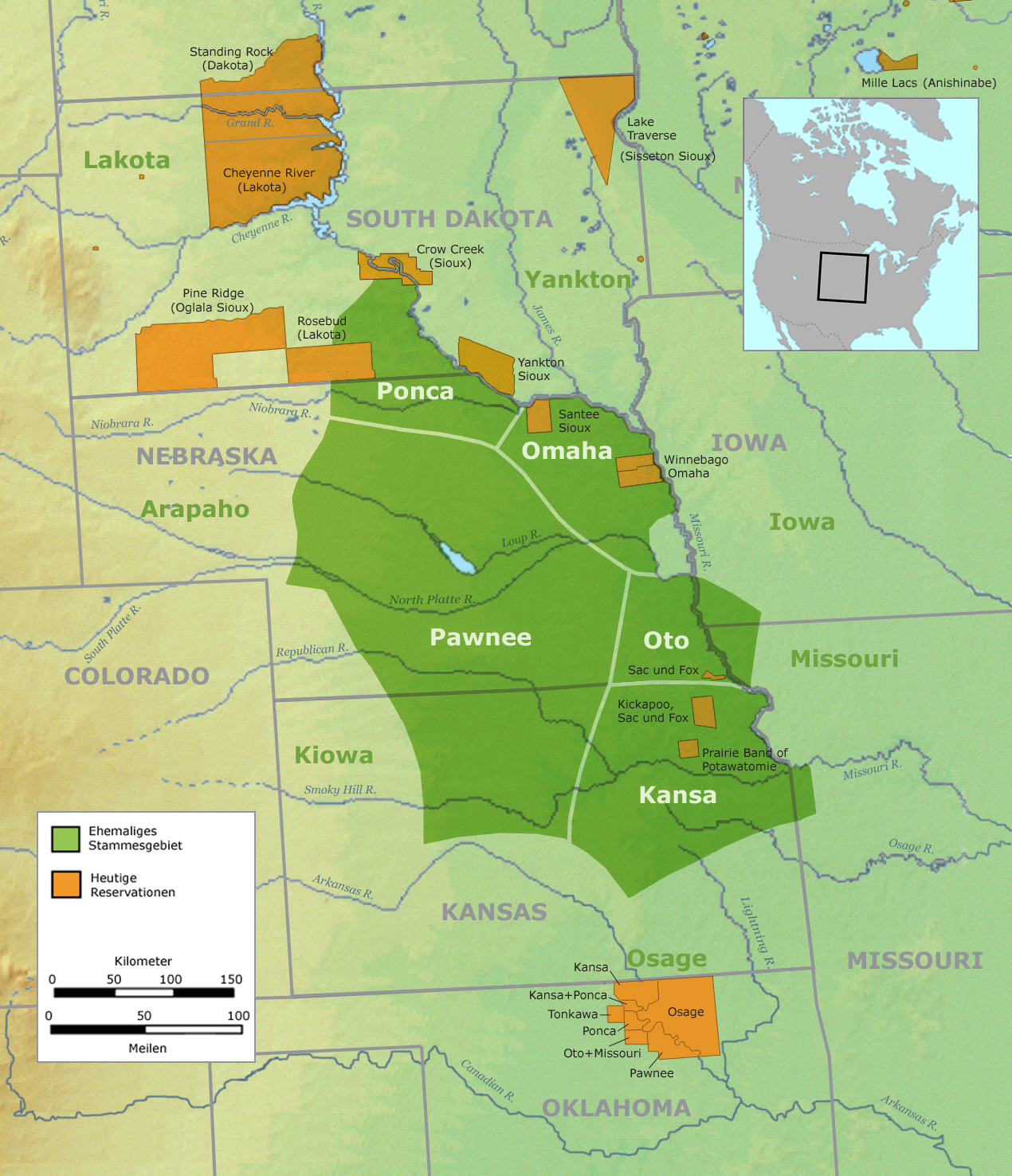
內布拉斯加州的波尼部落領土和部落

南部支派斯基迪聯盟稱其為Tuhaáwit（“東村人”）
- Cáwiiʾi（南部方言）、Cawií（北部方言），變種：Cawi、Chaui、Chawi[1]或Tsawi（“中部人”，亦稱為“大波尼人”）
- Kítkehahki（南部方言）、Kítkahaahki（北部方言），變種：Kitkahaki、Kitkehahki或Kitkehaxki（“小泥下村”、“小土丘村”，俗稱“共和波尼人”）
  - Kitkehahkisúraariksisuʾ（南部方言）或Kítkahaahkisuraariksisuʾ（北部方言）（Kitkahahki支派本部，字面意思為“真Kitkahahki”——19世紀Kitkahahki分裂出的兩派之中較大的一個）
  - Kitkehahkiripacki（南部方言）或Kítkahaahkiripacki（北部方言）（字面意思為“小Kitkahahki”——從本部分裂出來的小型Kitkahahki團體）
- Piitahawiraata（南部方言）、Piítahaawìraata（北部方言），變種：Pitahawirata或Pitahauirata（“下游之人”、“東走之人”，源自Pita——“人”和Rata——“尖叫”，法國人稱之為“Tapage Pawnee”——“尖叫，嚎叫的波尼人”，後來講英語的美國人稱之為“Noisy Pawnee”——“嘈雜的波尼人”）[5]:361
  - Piitahawiraata、Piítahaawìraata、Pitahaureat、Pitahawirata，[1]（Pitahaureat本部，主導的團體）
  - Kawarakis（源自阿里卡拉語Kawarusha——“馬”和波尼語Kish——“人”，部分波利人提出Kawarakis派的語言類似北面的阿里卡拉人（英语：Arikara），所以或者他們屬於由拉科塔族的侵略所造成的難民（1794年–1795年），他們加入了南方的親屬卡多人）

斯基迪聯盟最北面的支派；自稱Ckírihki Kuuruúriki（“似狼之人”）而南部支派稱其為Ckiíri（“狼人”）（兩個名稱來自Ckirir /Tski'ki——“狼”或Tskirirara——“水中狼”，所以法國人稱之為Loups（“狼”）和英語中稱為Wolf Pawnee（“狼波尼人”））:463
- Turikaku（“中村”）
- Kitkehaxpakuxtu（“老村”或“老土丘村”）
- Tuhitspiat或Tuhricpiiʾat（南部方言）（“下村”）
- Tukitskita（“河支流村”）
- Tuhawukasa（“山村”）

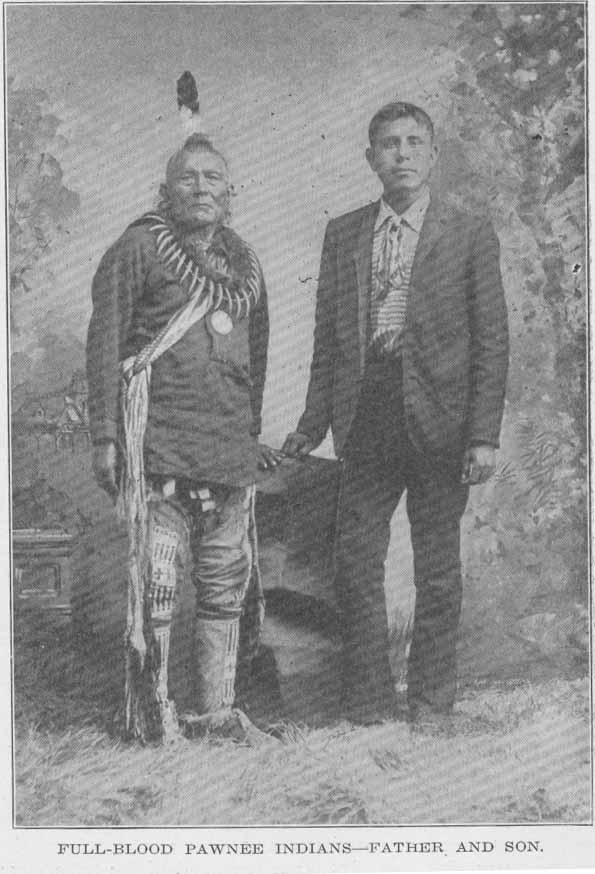
波尼族父子，1912年

- Arikararikutsu（“大角麋鹿站立”）
- Arikarariki（“小角麋鹿站立”）
- Tuhutsaku（“山溝裡的村莊”）
- Tuwarakaku（“厚木村”）
- Akapaxtsawa（“在Tipi繪的水牛頭顱”）
- Tskisarikus（“魚鷹”）
- Tstikskaatit（“黑玉米”）
- Turawiu（只是村落一部分）
- Pahukstatu或Páhukstaatuʾ（南部方言）（“南瓜藤村”，並未加入斯基迪並維持政治獨立，但大致上算是斯基迪）
- Páhukstaatuʾ（北部方言）（“南瓜藤村”）
- Tskirirara（“水中狼”，雖然斯基迪聯盟從其得名，他們卻保持政治獨立，但被視為斯基迪）
- Panismaha（英语：Panismaha）（或Panimaha，到了1770年代這派脫離了並進入德克薩斯州，他們在當地與Taovaya、Tonkawa、Yojuane和其他德州部落結盟）

### 村落
波尼族長久以來的生活方式結合了鄉村生活和季節性狩獵，這種生活方式早就在大平原建立起來。古代遺址的考古學研究表明，人們如此生活已經有近700年，由公元1250年左右開始。:4–8
波尼族主要在河流附近定居，並把他們的土屋設置於較高的河床。他們建立的土屋隨著歷史時間變遷逐漸趨向橢圓；在較早期的階段，它們是長方形的。他們建立的骨架，由10-15個相距10英尺（3.0）的柱子組成，劃出土屋中堂的輪廓。土屋的大小取決於結構中央的柱的數量。多數土屋有4、8或12條中央柱。波尼族土屋的主要特點是四條塗了色的柱子，代表了四個方位和四個主要星神（不是造物主）。外圍一圈的圓柱勾勒出了土屋的外圍。水平的橫樑將柱子連接在一起。

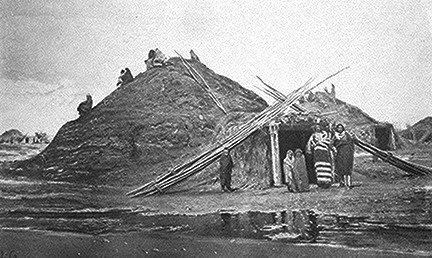
靠近內布拉斯加州熱那亞的波尼土屋（1873年）

首先用較小的竿覆蓋骨架，用柳樹束縛。用茅草覆蓋結構，然後是用泥土。中間留下一個洞作為煙囪/排煙口和日光。每間土屋的門都面向東方。一條又長又低，有助於阻隔外面天氣的通道，通往在鉸鏈上有一個水牛內皮的門的客廳。它可以在晚上關閉並楔入關閉。門的另一面，客廳的西面，展示了一個有角水牛的頭顱。這被認為是很好的藥。
主房間的四周掛上了坐墊以保護外圈的小房間，這些小房間作為睡覺和私人空間。棚屋是半地下建築，因為波尼族在地基下挖了三英尺（一米），所以使室內能與外面的極端溫度絕緣。這些土屋十分強壯，能承托經常坐在上面的成人和在上面玩樂的小朋友。（參見以上圖片。）
每間土屋可住多達30-50人，他們通常是相關家庭。一條村可多達300-500人個10-15間屋。每間土屋分成了南北兩部分，每部分有一位一家之主處理家庭事務。每部分可再細分為三個相同的區域，配以與女性有關的義務和責任，如下面所述。土屋的會員資格是十分有彈性的。
波尼部落每逢冬夏都會去狩獵野牛。回來的時候，一間土屋的居民會搬往另一間土屋，縱使他們總括上是在同一村落。男性的生活以女性更加短暫。他們有義務支持妻子（以及他入贅的家庭），但會經常回到母親和姊妹的家留一兩日。當年輕的伴侶結婚，他們會按照入贅模式住在娘家。

### 政治結構
波尼族奉行母系制度。先祖是由母親追溯，而孩子被視為生於母親所屬氏族和群體。傳統上，年輕的夫婦會搬入女方家庭的土屋生活。人們以協作的方式共同工作，以獨立和合作為標誌，無需強制。男性和女性都活躍於政治當中，具有獨立地作出決定的責任。
在土屋內，每個南北部分都有區域劃分給三類女性：
- 成熟女性（通常是已婚和母親），負責多數家務；
- 年輕單身女性，剛剛學習她們的責任；以及
- 老齡女性，負責照顧小孩。

在一群土屋之間，男性的政治身份基本上是：
- 戰士集團；以及
- 獵人集團。

女性傾向負責決定資源分配、貿易和跨戶社會交流。男性負責決定狩獵、戰爭和宗教/健康事宜。
女性傾向留在單一一間土屋內，而男性一般遊走於不同土屋之間。他們在一系列一夫一妻制的關係中接納了多個性伴侶。

### 農業
波尼族女性是很有技巧的園藝家和廚師，栽培和處理十種玉米、七種南瓜和南瓜屬植物、和八種豆。:119
他們把莊稼種植於肥沃的河邊低地上。這些莊稼提供了多種營養素，並在製造全部蛋白質時相互補充。在消費燧石玉米和麵粉玉米這些變種之餘，女性們種植了一種古老的品種，稱為“奇妙”或“神聖玉米”，特別要包在神聖的束中。:119
神聖玉米獲得培育和收成，以代替為冬夏季而準備的神聖之束的玉米。來自神聖之束的種子被用於春季種植儀式。玉米的循環決定了年度的農業循環，因為它是首先被播種兼首先被收割的農作物（與伴隨的牽涉祭司和部落人的儀式。）:119–122
為配合他們的宇宙學，波尼族以顏色劃分玉米的種類：黑色、斑點、白色、黃色和紅色（除了斑點以外，這些顏色與四個方位有關）。婦女們在培育玉米時保持不同的品種分開。雖然南瓜和豆類在他們的農業都很重要，但它們並沒有給予與玉米相同的神聖意味。:119–122
2005年，最後僅存的25粒波尼飛鷹玉米變種的種子成功發芽。飛鷹玉米的獨特味道據稱是類似杏仁與忌廉。在2010年11月，一個擁有飛鷹玉米湯的傳統波尼族儀式在俄克拉荷馬州舉行。根據True West Magazine，飛鷹玉米湯在125年來未能提供於儀式上。

### 狩獵

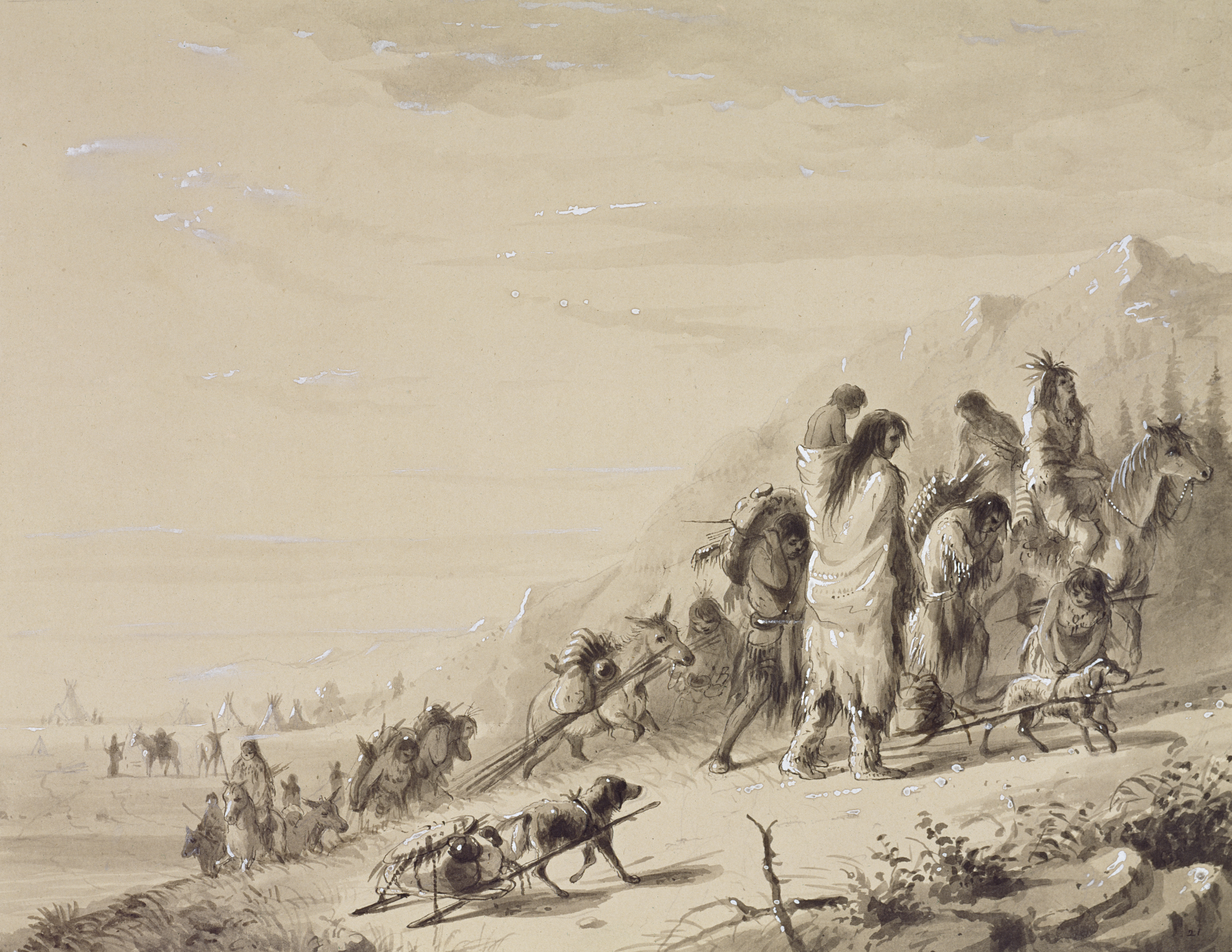
波尼印第安人遷移

在獲得馬匹之後，波尼族改良了他們的文化並延長了他們的水牛狩獵季節。隨著馬匹提供更大範圍，人們在夏季和冬季向西行進入北美大平原進行水牛狩獵。他們經常在一季中行進500英里（800公里）或更遠。在夏天，行進開始於黎明或之前，但通常不會持續一整天。
在水牛被定位後，狩獵並非馬上開始，要直到部落祭司認為吉時來臨。狩獵開始時，人們一起悄悄地向水牛推進，但是直到戰士發號司令前都不會殺害水牛，為免在各人完成就位前打草驚蛇。任何破壞隊形的人都會遭到重度體罰。在追逐過程中，獵人們用膝蓋引導他們的小馬並揮舞著弓箭。他們可以用一根箭射入下肋骨和臀部之間的側翼，使水牛喪失能力。牠很快就會躺下，也許會失血而亡，又或者被獵人了結。一個獵人可能以這種方式射擊多達五隻水牛，然後回溯並了結牠們。他們更喜歡殺死母牛和小公牛，因為老公牛的味道令人難受。
獵殺成功後，婦女們會把水牛的肉、皮和骨加工並進行各種用途：鮮肉會被切成條狀，在柱上用慢火煮熟然後儲存。這樣的話，它們在幾個月內都能食用。雖然波尼族喜歡水牛，但他們也會狩獵其他動物，包括麋鹿、熊、豹和臭鼬，使用牠們的肉和皮。皮用於服裝和配件、儲物袋、腳套、緊固繩和領帶等。
人們當玉米在夏末成熟時就回到他們的村莊收穫莊稼，或者在春天，當草變綠，他們可以種植新一輪的作物。夏季狩獵從6月下旬至到9月1日左右；但是狩獵成功的話會提前完結。有時狩獵僅限於現在的內布拉斯加州西部。冬季狩獵是從10月下旬到4月上旬，經常會向西南方進入現在的堪薩斯州西部。

### 宗教
就如其他美洲原住民部落，波尼族擁有一個包含所有自然元素的宇宙學。他們的許多儀式都建基於四個基本方位。波尼祭司主辦的儀式是基於神聖之束，裡面包含各種材料例如神聖玉米的穗，具有很大的象徵價值。它們被用於許多宗教儀式，以保持大自然和波尼族與神靈關係的平衡。在19世紀90年代，已經在俄克拉荷馬州，人們參與了鬼舞運動。
波尼族認為晨星和晚星誕下了第一個波尼族女人。第一個波尼族男人是太陽和月亮交合出來的孩子。因為他們相信他們是星之子，宇宙學在日常和宗教生活中擁有核心的地位。他們根據星星的位置播種莊稼，這與播種季節的合適時間有關。類似其他部落派系，他們把玉米和其他農作物貢給星辰。

#### 晨星儀式
部分波尼族人會舉行人祭，針對於女性俘虜，是為“晨星儀式”。他們相信長期的儀式確保了土壤肥沃和作物豐收，以及春天所有生命的更新和戰場上的勝利。:13這個人祭源自他們的創世故事中，第一位人類女性由晨星（光明男性）和晚星（黑暗女性）誕下。:106–118:39
這個儀式並非組織於年曆中，並不一定是每年一次。儀式舉行的前提是有一名男士被托夢。:14一般而言，當一位戰士夢見晨星，通常是在秋季，就表示是時候準備儀式各個步驟。獲托夢的人會與晨星祭師協商，祭師會為他準備尋找祭品的旅程。他們最初會面時會哭了又哭，因為他們知道命運選擇了他們進行一個不仁的儀式。:115在他人的協助下，該戰士會從敵對部落中捉走一位年輕未婚的女子。波尼族看守該名女子並照顧她渡過寒冬，在進行水牛狩獵時會帶著她。他們把她的祭祀安排在春天，因為春天寓意晨星升起。在此期間，她會得到優待。:106–118

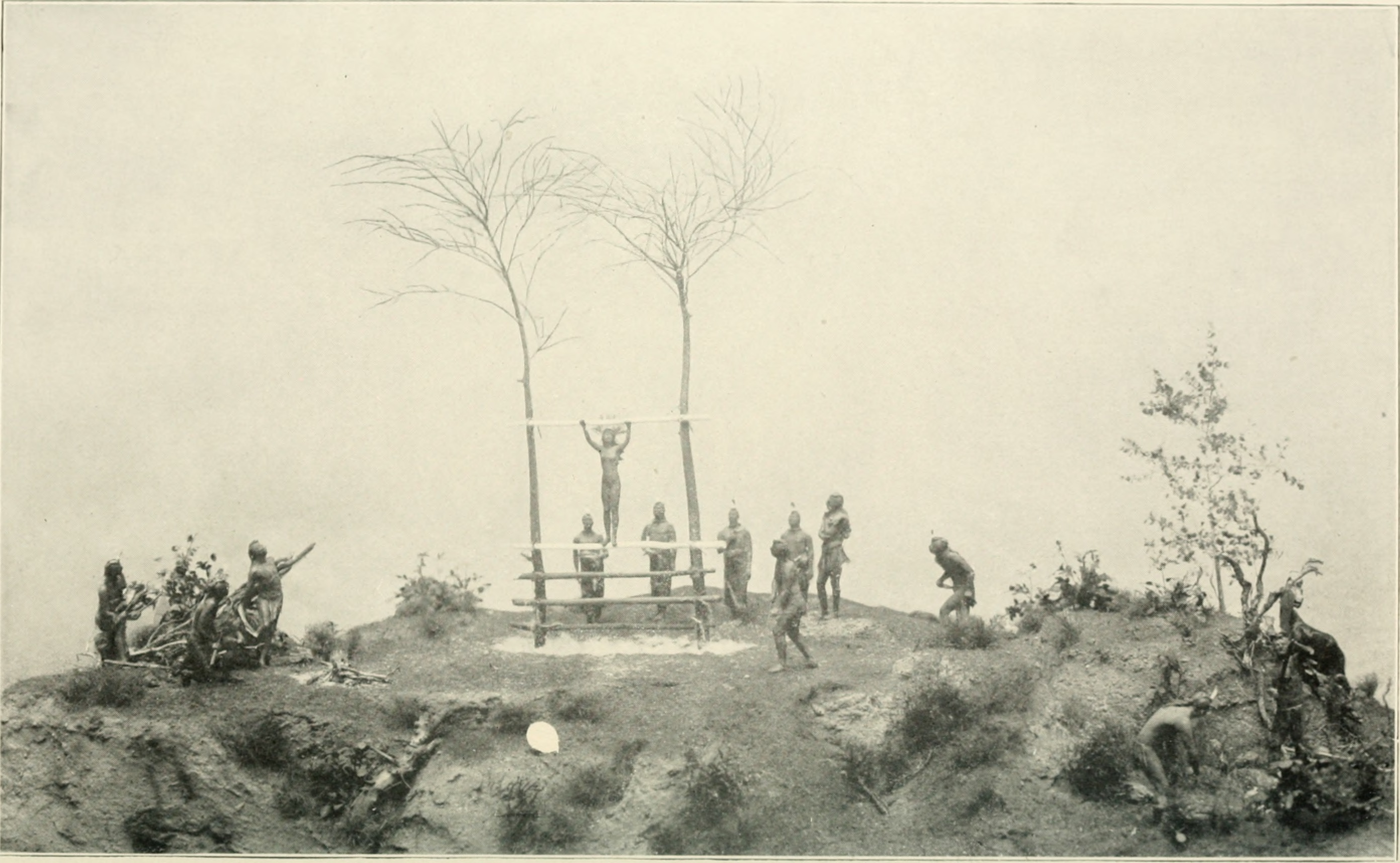
晨星儀式的小型模型，展於菲爾德博物館

當晨星（火星、木星其中之一，有時還有金星）:38:footnote #4, p. 277升起，出現一個紅色的亮環，祭師知道這是祭祀的信號。他會引導該人去執行剩下的儀式，包括在村外搭起棚架。它由神聖的木和動物皮革這些具有重要象徵的物品製成。它被設置於一個含有代表四個方位的元素的坑上面。所有儀式上用到的元素都具有象徵性意義和信仰，對生命的更新來說很重要。準備一共有四日。:106
多數真正的儀式會在獲托夢的土屋舉行，因為波尼族村落不會有一個特制的儀式屋。外面的旁觀者會在牆上挖洞並且拆開屋頂以遵循精心製作的儀式。所有男人和男孩——甚至是男人中攜帶的男嬰——都陪著該女子走出村莊並遊行到棚架。他們一起等待著晨星的來臨，當這顆星上升時，她會被綁在棚架上。在這顆星升越地平線的一刻，該女子會被一支神弓所發的的箭射中，然後祭司切開她胸部的皮膚以增加出血。很快她就會在所有在場男性所發出的箭雨下死去。該女子的屍體會被帶往東方並面朝地下，好讓其血液滋潤大地，再為她將帶給草原上所有生命的農作物和生命提供適當的祈禱。
在大概1820年-1821年，人祭的消息到達了美國東岸，引起了美國白人的轟動。此前，印第安中介人早已要求壓制這個儀式，警告這會引起大量湧入的美國移居者的不滿。聖路易斯的警司威廉·克拉克曾在1811年向進行訪問的波尼族代表團指出了政府對儀式的看法。:294 漸漸地，一個主張廢除儀式的派系發展了出來，並得到白人的歡迎。:168最後一次的儀式於1838年4月22日舉行，祭品是一名14歲女子。:117
有歷史學家相信，人祭的習俗可能是由位於今日墨西哥的阿茲特克傳入。很多近年的歷史學家對此提出質疑：他們相信祭祀儀式是獨立發展出來的，是基於古老和傳統的波尼族文化。

## 歷史

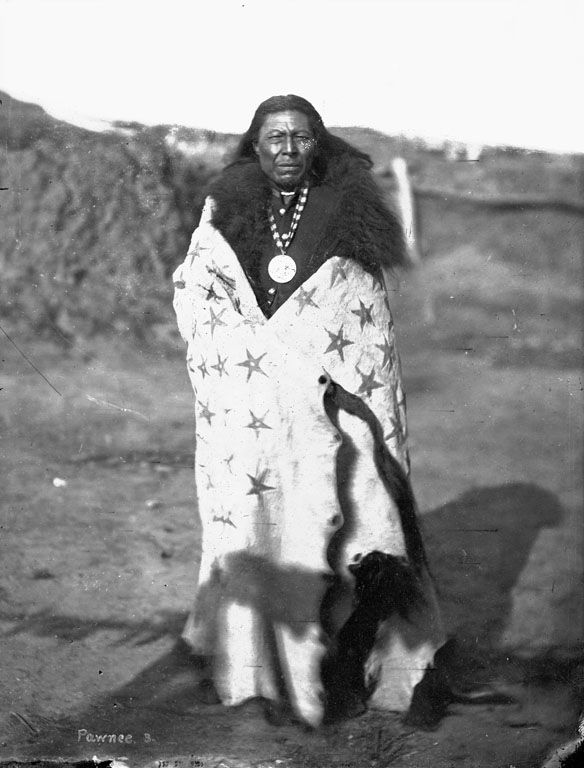
La-Roo-Chuck-A-La-Shar（日酋）是一位波尼酋長，他死於與拉科塔族的戰爭中。

### 金屬和馬匹以前
波尼族的祖先是卡多語的使用者，他們在大平原上的谷底土地發展出了一個半定居的新石器生活方式。有別於其他大平原的民族，他們有一個有祭司和世襲酋長的分層社會。他們的宗教包括人吃人和活人祭祀。:19–20, 28
在初次接觸時，它們在現代俄克拉荷馬州和堪薩斯州廣泛分佈，並於1750年左右散佈到現代內布拉斯加州。（其他用卡多語的民族則住在南部今日的德克薩斯州，形成一條相關人口沿著大平原東部邊緣的帶。）

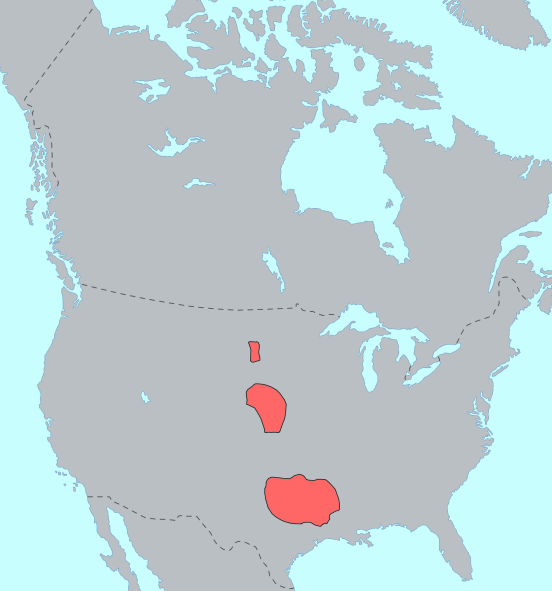
1800年代初卡多語使用者大概分佈

他們不設防和房屋極度分散的村落反映出他們覺得大型襲擊不會在毫無預警下出現；他們無法迅速佈防去抵禦大量的敵人。:17波尼族，以及威奇托人和阿里卡拉人，都是僅有的捱過鐵器、火器和馬匹時代的卡多民族。他們全部依靠著在高地形成密集的村莊並以護城河和城牆包圍。:4多數時間，他們會在這些有效隔絕的家園裡生活，但多數人會離開幾天進行公共的鹿子狩獵。部分人還會狩獵水牛，在沒有馬匹時這樣做是困難及危險的。

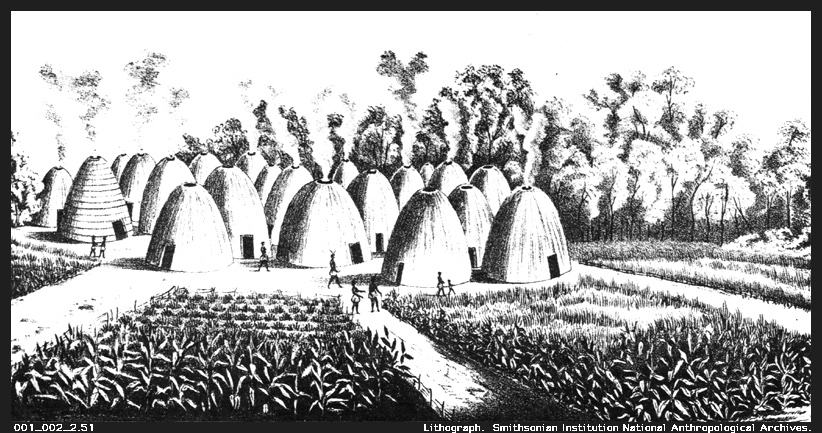
19世紀威奇托人村落的素描。蜂巢狀的草屋被玉米田所包圍，貌似1541年科羅納多所描述的那樣。

第一份提到卡多民族的文獻來自科羅納多1541年所寫的entrada。有著騎兵、鋼製兵器和槍械的他一路上打敗阿帕奇人、普韋布洛人和其他在今日美國東南部的民族，但他們沒有黃金。科羅納多的翻譯員重複流言指黃金應該是在另一個叫“基維拉”的地方，亦即是傳說中“黃金七城”的所在地。
經過超過三十日的旅程，科羅納多發現了比他之前看過的更大的河流。這就是阿肯色河，大概距離道奇城 (堪薩斯州)以東幾英里。西班牙人和他們的印第安盟友沿著阿肯色河向東北方走三日和發現基維拉人狩獵水牛。印第安人以驚奇和恐懼迎接西班牙人，但當科羅納多的一位導遊用他們自己的語言對他們說話時，他們平靜下來。
經過幾天的旅程後，科羅納多到達了基維拉。他發現基維拉“好安頓……沿著良好的河流底部，雖然水並不充裕，和良好的河溪縱橫交錯。”科羅納多相信基維拉有二十五個居民點。基維拉不論男女都近乎全裸。科羅納多對基維拉人和他遇到的所有其他印第安人的規模印象深刻。他們是“身材很好的大人物。”科羅納多用了二十五日在當地向基維拉人學習眼前的富有國家。他甚麼也找不到，除了稻草造的，有多達兩百所房子的村莊，以及裝著玉米，豆子和南瓜的田地。銅墜飾是他發現的唯一財富證據。基維拉人應該是卡多人，而他們建立草屋，只有威奇托人在1898年以前仍在這樣做。:29–33

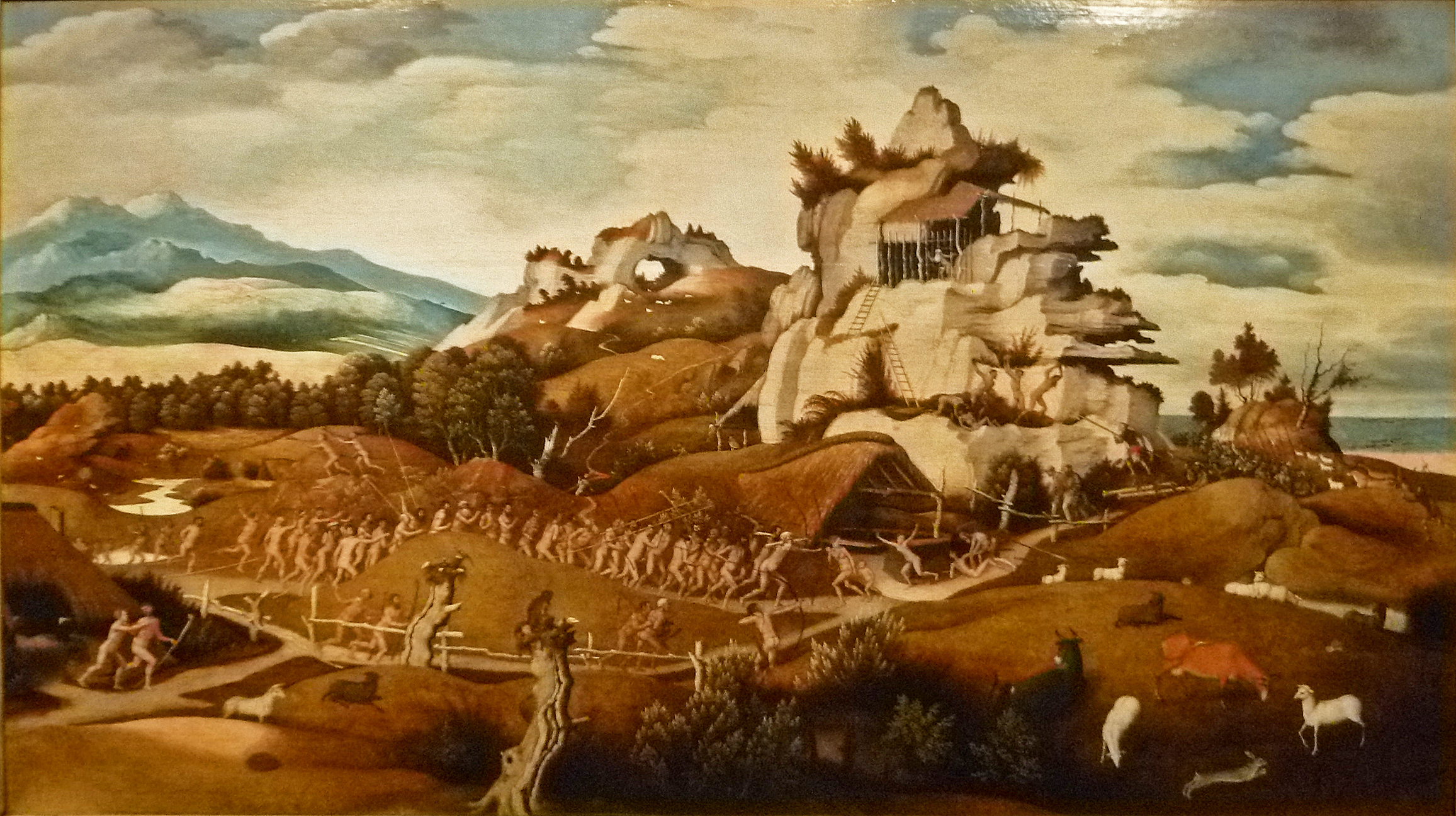
Jan Mostaert（約1545年）的“征服美利堅的一集”，可能是新墨西哥州的科羅納多

科羅納多獲護送到基維拉更遠的邊疆，稱為塔巴斯（Tabas），是鄰近區域Harahey的開端。他召見了“Harahey之王”，Harahey之王帶了二百名追隨者與西班牙人會面。科羅納多的財富之夢再度落空。Harahey印第安人是“全裸——帶備弓箭，頭上戴著一些東西，而他們的私處略有覆蓋。”海德認定他們是Awahis，波尼族在古代卡多語的名稱，可能包括斯基迪人和阿里卡拉人。:33他們在科羅納多開始洗劫他們的村莊時奮力抵抗。

### 馬匹和金屬武器的來臨
1670年左右，南部平原的阿帕奇人獲得了大量馬匹和鐵製武器，讓他們成為所有鄰居的恐懼。幾十年來，波尼族成為阿帕奇人用鐵製武器進行大型密集襲擊，以及同樣持有槍械的東方奇克索人和喬克托族發動戰爭的受害者。同一時間，演變成夸帕人、奧塞奇族、奧馬哈人、龐卡族和堪薩人的蘇安人亦出現於大平原，因易洛魁人的擴張而被迫西進，而他們亦侵略了波尼族。:54–56考古學表明，敵對阿帕奇人帶來的壓力或者迫使了斯基迪波尼人在下個世紀左右從共和河遷移到上盧普河。:43, 50, 51他們的定居方式亦由長方小型土屋組成的小村落，改變為更具防禦力，由橢圓大型土屋組成的大型高密度村落。斯基迪人以這種方式聯合於大約1680年，而他們的高度相關民族阿里卡拉人就建立了一個獨立的民族身份。:51–55

### 波尼族奴役
敵人主要的戰利品是波尼族婦女和兒童，作為奴隸出售。1694年，阿帕奇人帶著大量被擄兒童到新墨西哥州的交易會，但因為某種原因使買家不足，所以阿帕奇人在西班牙人面前把全部奴隸斬首。:46在法屬加拿大，印地安奴隸一般被稱為Panis（英語化成為波尼，Pawnee），因為當時多數的印地安奴隸是來自波尼族部落或者他們的親戚部落。波尼成為了在加拿大一般情況下與“印地安奴隸”互通的詞彙，而任何一個部落抓來的奴隸都被稱為Panis。早在1670年，就有一個關於Panis的記錄出現在蒙特利爾。到了1757年，路易斯·安東尼·布干維爾認為波尼族“扮演……某些類似黑人在歐洲的角色於美洲。”有歷史學家記錄了有近乎2,000名“Panis”奴隸住在加拿大直到1833年殖民地廢除奴隸制。印地安奴隸在法屬加拿大（下加拿大）的已知奴隸中佔了近一半。

### 波尼族獲得金屬和馬匹
到了1719年，波尼族亦已經從法國商人手上獲得馬匹和金屬武器，並且反過來攻擊阿帕奇人，摧毀他們的村莊和擄走阿帕奇婦女和兒童。:57在1720年，有記錄指黑波尼族捕捉了一百名阿帕奇人，每天都燃燒一些人。:76有法國人打算在加拿大河河口或其他卡多人的地方興建貿易站，但並未成事，而波尼族仍然要依賴不定期和隨便的商人，而他們的敵人——奧塞奇人——就受益於定期貿易。
1720年，西班牙的維拉蘇爾遠征隊（Villasur expedition）被派往波尼族，試圖讓這個部落遠離法國（他們的關係在西班牙人的想像中被大大放大）。遠征隊主要由阿帕奇人指導，由對印第安人缺乏經驗的軍官統領，他們沿著盧普河進入現代內布拉斯加州的普拉特河，向斯基迪波尼人邁進。遠征隊派出他們唯一的波尼族奴隸去進行接觸；他得不到西班牙人的半點歡迎，很快就脫隊了。波尼族在黃昏發動攻勢，發出連綿的子彈和箭矢，然後輕裝上陣衝擊敵人。:75–76維拉蘇爾，其他四十五名西班牙人，還有十一名普韋布洛人被殺，而生還者就逃逸。:66–691721年，波尼族的壓力進一步增加，因為約翰·羅的密西西比公司在阿肯色州建立了一個殖民地，形成了一個印第安奴隸（多數是卡多人）的市場，而且為奧塞奇人和其親屬民族提供了便利的軍火來源。
於是，法國於1724年派出Bourgmont去促成波尼族和敵對部落之間的和平（出於法國的利益）。他報稱波尼族是強大的部落和優秀的騎師，不過卻位於所有歐洲貨品貿易路線的最遠端，不熟悉歐洲人而被其南方的親戚部落視為鄉巴佬。波尼族和阿帕奇人之間的相互仇恨是如此之大，以至於雙方都在烹飪和吃掉許多他們的俘虜。:47Bourgmont的“和平”沒有甚麼成果。
1750年，斯基迪人據說由一位坐擁900兵力的偉大酋長統治。
從大約1760年開始，大平原爆發了天花瘟疫，使斯基迪人由1725年的八條大村銳減到1800年剩下一條。

### 與英語用家的進一步接觸和持續的部落戰爭

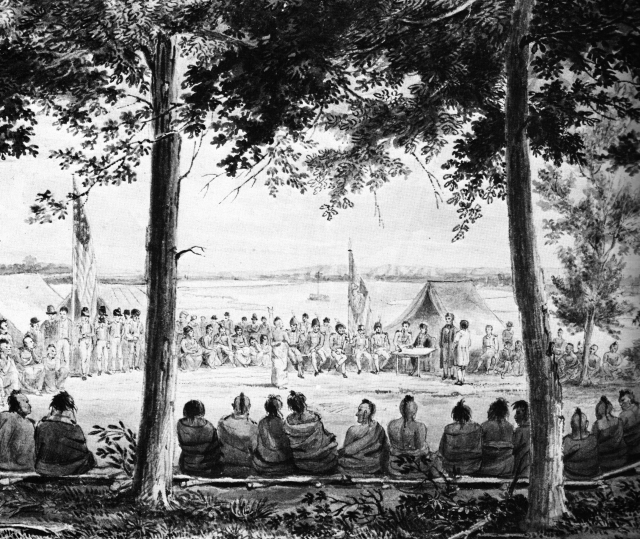
波尼族與斯蒂芬·哈里曼·朗少校的遠征隊在1819年10月愛荷華州康瑟爾布拉夫斯附近的工程師廣場進行談判。

波尼部落代表團訪問了總統湯瑪斯·傑佛遜。1806年，有陸軍中尉開始訪問波尼族村莊。在蘇安部落和白人定居者的壓力下，波尼族在1818年、1825年、1833年、1848年、1857年和1892年將領土割讓給了美國政府。在1857年，他們定居於內布拉斯加州南斯縣沿著盧普河的波尼保留地，不過仍然保持著傳統的生活方式。他們受制於拉科塔族從北方和西方的連番入侵。

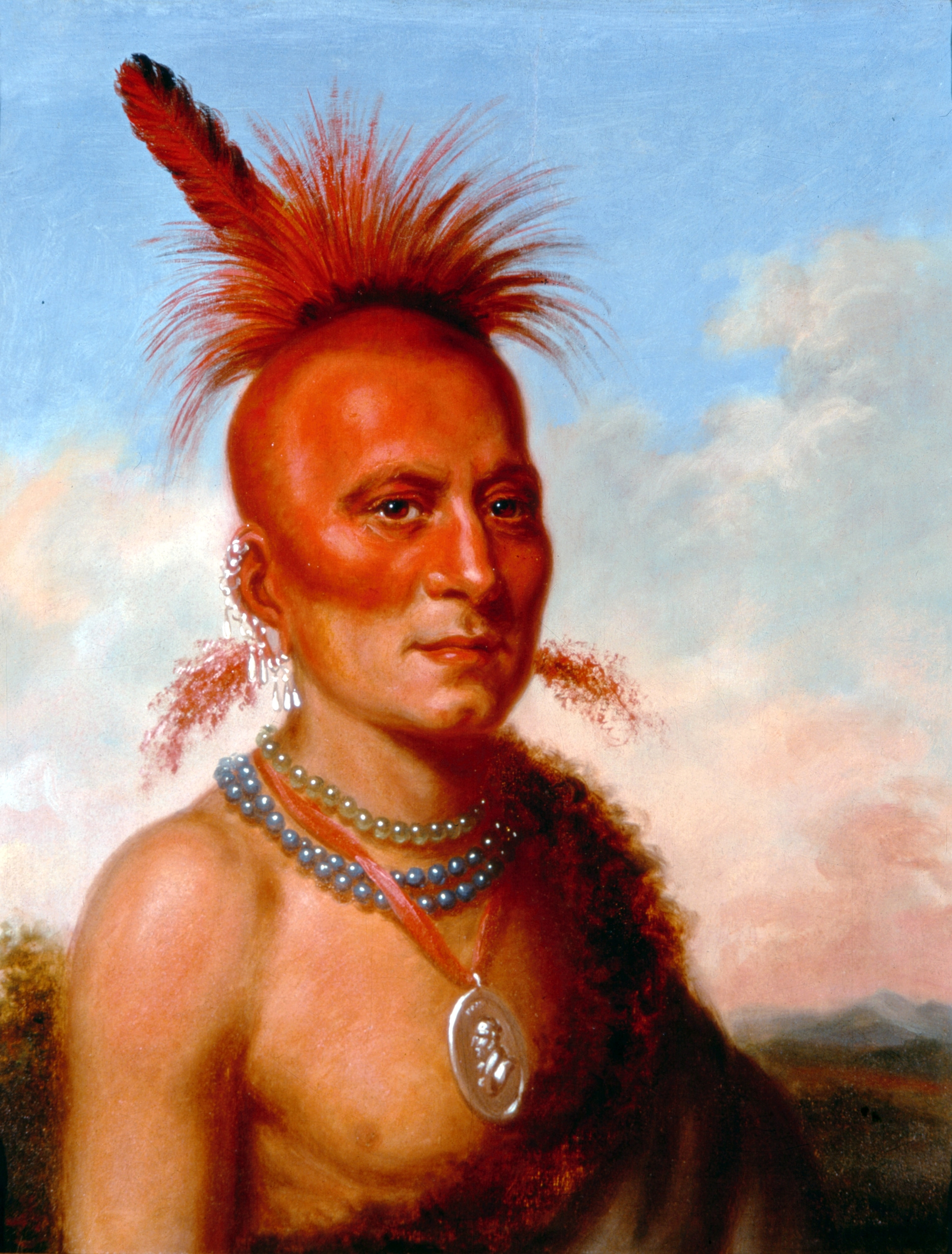
1822年大波尼部落酋長的肖像圖，展於白宮圖書館

直到19世紀30年代，波尼族在今日的美國土地上在與歐洲人的互動方面相對孤立。所以他們並未遭到歐亞疾病，例如麻疹、天花和霍亂的肆虐，美洲原住民對此沒有免疫。但是到了19世紀，這些疾病從東方的蘇安族帶到了波尼族。天花和霍亂的瘟疫，以及與蘇族和夏安族的地方性戰爭，:85–336使波尼族出現大量的人口死亡。由1830年代的12,000人，銳減至1859年的3,400人，當時他們被迫遷入保留地。

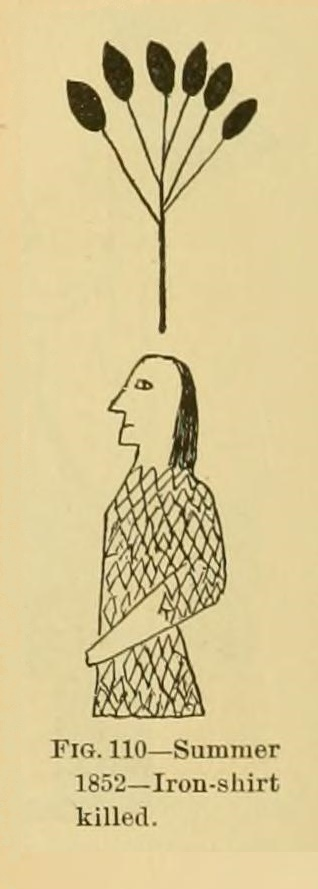
穿著盔甲的夏安戰士 Alights on the Cloud。在1852年攻擊波尼族狩獵營的時候被殺

1830年左右，波尼族贏得了一場“艱苦戰鬥”的防守戰，擊敗了整個夏安部落。:647一位Pitahawirata波尼族人捕獲了夏安族最神聖的部落之捆之一，神聖之箭，而斯基迪酋長大鷹迅速獲得了它。:649夏安族立即停止戰鬥並返回自己的國家。:51
1843年6月27日，酋長藍衫村的波尼族遭受了嚴重的失敗。拉科塔部隊襲擊了該村，殺死了65名居民並燒毀了20個土屋。
1852年，夏安族聯合基奧瓦人和基奧瓦阿帕奇人在夏季狩獵期間襲擊一個在堪薩斯州的波尼族營地。:200:92首先，當一個波尼人用一支箭射中一個非常魯莽的夏安人的一隻眼時，發現他在他的襯衫下面戴著隱藏的鱗片護甲。:59殺死這位著名的夏安人影響了夏安族到了一個程度，他們在第二年夏天的一場全面戰爭中帶著他們的聖箭對付波尼族。:571
族群的戰士在19世紀下半葉進入了美國陸軍的波尼族偵察軍。類似其他印第安人偵察部隊，波尼族戰士被大量徵召去多次對付在南北平原的敵對美洲原住民。因為波尼族是蘇族的傳統敵人，他們在1864年至1877年間服務了軍隊十四年，贏得了單位訓練有素，特別是在跟踪和偵察方面的聲譽。波尼族分別參與了在1865年保德河遠征之中對付拉科塔、夏延和阿拉帕霍人的唐河戰役，以及薩米特泉戰役。他們亦在1876年大蘇族戰爭與美國並肩作戰。在南部平原，他們在科曼奇戰爭中在南部平原對付他們的傳統敵人——科曼奇人和基奧瓦人。

### 搬遷和保留地
如上所述，波尼族受制於拉科塔族從北方和西方的連番入侵。由於持續與蘇族人的敵對以及美國的西進運動，在1870年代，波尼族決定離開他們在內布拉斯加州的保留地，並且遷入印第安領地（今奧克拉荷馬州）的新保留地。
在1874年，波尼族要求搬遷到印第安領地，但是搬遷的壓力，保留地的疾病和惡劣環境進一步降低他們的人口。當時，不法份子經常向波尼族走私威士忌。一些少女山賊因此被判監。
1875年，大多數波尼族人已經遷到印第安領地中一大塊預留給從密西西比河以東或其他地方搬走的印第安部落的土地。他們的戰士對文化與自由的喪失作出抵抗，但亦都逐漸適應當地。1892年11月23日，奧克拉荷馬州的波尼族被迫與聯邦政府簽訂協議，取締公共土地並分拆出和分配個人土地。
到了1900年，美國人口普查記錄顯示波尼族人口僅為633人。之後，他們的人口逐漸恢復。

### 近代史

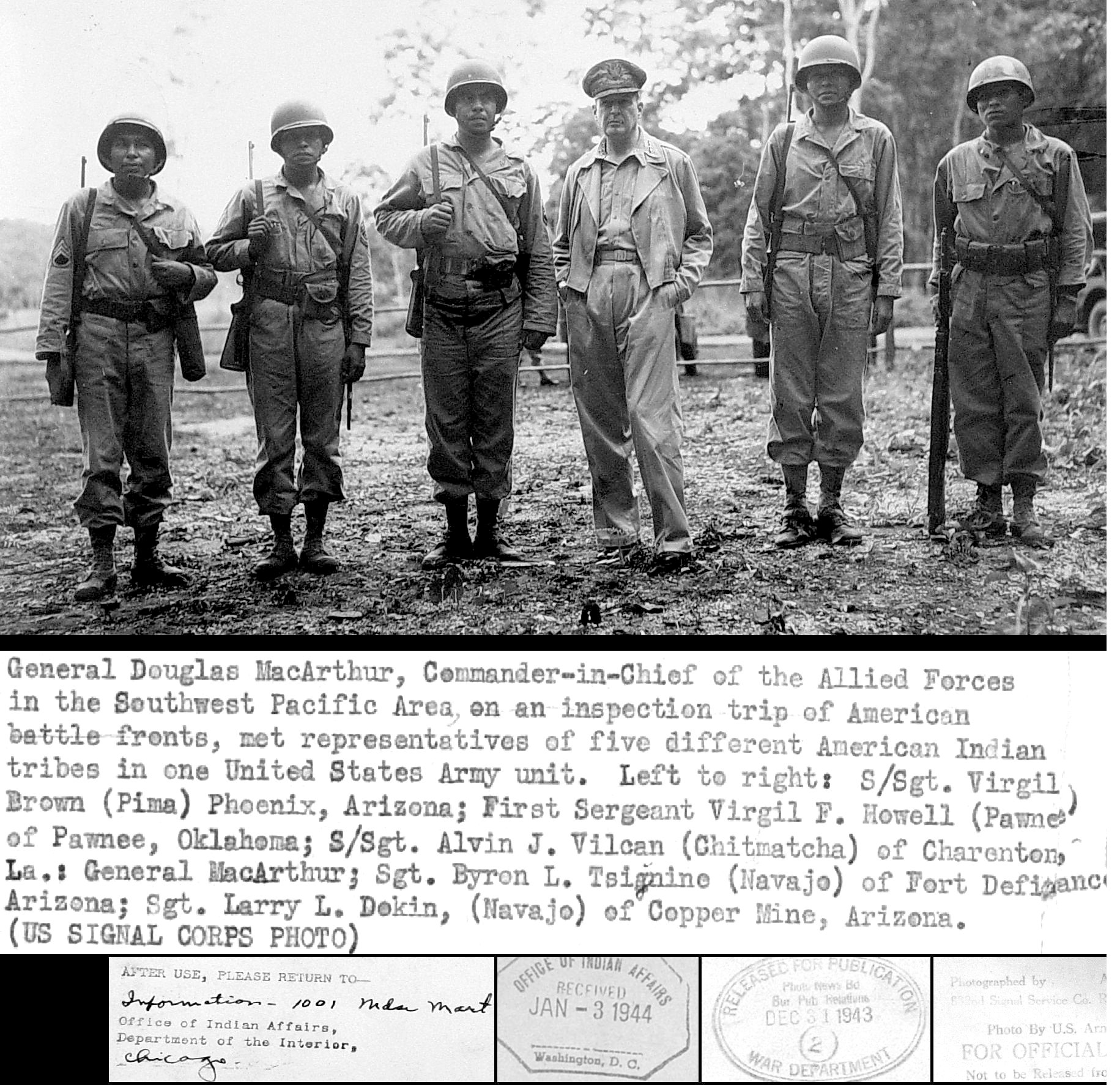
道格拉斯·麥克阿瑟將軍會見納瓦霍人、皮馬人、波尼人和其他美國原住民部隊。

1906年，為了準備建立奧克拉荷馬州，美國政府肢解了波尼族部落政府和公民機構。1936年的俄克拉荷馬州印第安福利法案承認了波尼部落，並且建立波尼族商業委員會（Pawnee Business Council）、Nasharo（酋長）委員會，以及部落憲法、附例和特許權。
在20世紀60年代，政府解決了波尼國家關於他們對19世紀割讓土地給美國政府的補償訴訟。通過1964年的庭外和解，波尼國家獲得了7,316,097美元，為割讓給美國和在上個世紀被聯邦政府降價的土地。
1975年的印第安自決和教育援助法案等等的議案允許了波尼國家重獲部分自治權。波尼族保留了自己的文化傳統，每年兩次會面於與親屬民族威奇托人的跨部落會面。他們在每年7月為波尼族老兵舉辦為期四天的波尼族返家節。很多波尼族都會回到他們傳統的土地去探訪親戚和參與定期的帕瓦儀式。

## 註解
1. 1 2 3 4 5 6  Parks, Douglas R. . Oklahoma Historical Society.   [14 September 2011]. （原始内容存档于2011-08-05）. |article=和|title=只需其一 (帮助)
2. ↑  Viola, Herman J. . National Geographic Books: 101.   [2017-01-01].
3. ↑   (PDF). Annual Report. Oklahoma Indian Affairs Commission. 2013  [2019-08-16]. （原始内容 (PDF)存档于2016-03-27）.
4. 1 2 3 4 5 6 7 8 9 10 11 12  Weltfish, Gene. . Lincoln, NE: University of Nebraska Press. 1977  [2019-08-16]. ISBN 0-8032-5871-2. （原始内容存档于2016-11-23）.
5. 1 2 3 4 5 6 7 8 9 10 11 12 13 14 15 16  Hyde, George E. . The Civilization of the American Indian New. Norman, OK: University of Oklahoma Press. 1974 [1951]. ISBN 0-8061-2094-0.
6. ↑  Carleton, James Henry. . Lincoln, NE: University of Nebraska Press. 1983: 66–68. ISBN 0-8032-6314-7.
7. ↑  Bommersbach, Jana. . True West Magazine. 2012-04-25  [2018-03-07]. （原始内容存档于2018-03-07） （美国英语）. 参数|magazine=与模板{{cite news}}不匹配（建议改用{{cite magazine}}或|newspaper=） (帮助)
8. ↑  Clark, W.P.  trade paperback. Lincoln, NE: University of Nebraska Press. 1982 [1885]. ISBN 0-8032-6309-0. |article=和|title=只需其一 (帮助)
9. 1 2 3 4 5 6  Murie, James R. . Washington, DC. 1981.
10. ↑  Thurman, Melburn D. . Nebraska History. 1970: 268–280.
11. ↑  Jones, Dorothy V. . Missouri Historical Review. 1969, 63: 293–316.
12. ↑  Viola, Herman J. . Washington, DC. 1981.
13. ↑  Duke, Philip. . The Plains Anthropologist. August 1989, 34 (125): 193–203.
14. 1 2  Winship, George Parker (编). . 由Winship, George Parker翻译. Introduction by Donald C. Cutter. Golden, Colorado: Fulcrum Publishing. 1990: 113, 209, 215, 234–237. ISBN 1-55591-066-1.
15. ↑  Bolton, 293 and many subsequent scholars[需要完整来源]
16. ↑  Woodson, Carter Godwin. . The Journal of Negro History. July 1920, 5 (3): 263–264  [2009-11-17]. （原始内容存档于2016-11-23）.
17. 1 2  Trudel, Marcel; d'Allaire, Micheline. . 由George Tombs翻译. Vehicule Press. 2013: 64 [1963].
18. ↑  Chavez, Thomas E. . Center for Great Plains Studies. Great Plains Quarterly (Lincoln, NE: University of Nebraska). 1990-01-01  [2019-08-20]. （原始内容存档于2020-10-19）.
19. ↑  . NMHistorymuseum.org. The Segesser Hides Explorer.   [2019-08-20]. （原始内容存档于2013-09-18）.
20. ↑  . NEGenWeb Project. Usgennet.org.[永久]
21. 1 2  Dorsey, George E. . American Anthropologist. New Series. October–December 1903, 5 (4): 644–658.
22. 1 2  Hyde, George E. . Norman, OK. 1987.
23. ↑  . Kansas Historical Collections. 1915–1919, 14: 730.
24. ↑  Densmore, Frances. . Bureau of  American Ethnology. Washington, DC: Smithsonian Institution. 1929. Bulletin 93.
25. ↑  Grinnell, George Bird. . American Anthropologist. New Series. October–December 1910, 12 (4): 542–575.
26. ↑  . ranchdivaoutfitters.com.   [2012-12-27]. （原始内容存档于2012-01-17）.
27. ↑  Wishart, David J. Sutton, I. , 编. . Albuquerque, NM: University of New Mexico Press. 1985: 157–186. 78 Stat. 585 (1964). |article=被忽略 (帮助)

## 外部連結
- . 波尼族.   [2019-08-16]. （原始内容存档于2013-01-22）.
- . Access Genealogy.   [2019-08-20]. （原始内容存档于2013-07-27）.
- . Kansas Genealogy.   [2019-08-20]. （原始内容存档于2004-12-08）.
- . Flickr.   [2019-08-20]. （原始内容存档于2020-01-04）.
- . Kansas State Historical Society.   [2019-08-20]. （原始内容存档于2008-05-12）. A museum featuring the excavated floor of a large 1820s Pawnee earth lodge and associated artifacts.
- . Archaeophysics.   [2019-08-20]. （原始内容存档于2011-07-07）. describes technique and findings of non-invasive imagery of a Pawnee 18th–19th century archaeological site located on the Republican River.
- . Gene Weltfish Pawnee Field Notes. Newberry Library. 1935  [2019-08-20]. （原始内容存档于2012-05-23）. (See also: Gene Weltfish.)